# Mijn nachten met Susan, Olga, Albert, Julie, Piet & Sandra
Mijn nachten met Susan, Olga, Albert, Julie, Piet & Sandra (literalment en català, "Les meves nits amb Susan, Olga, Albert, Piet i Sandra") és una pel·lícula neerlandesa de thriller eròtic del 1975 produïda per Wim Verstappen, dirigida per Pim de la Parra i protagonitzada per Willeke van Ammelrooy. Fou exhibida com a part de la secció oficial al IX Festival Internacional de Cinema Fantàstic i de Terror de Sitges (octubre de 1976).

## Sinopsi
Susan és una antiga model que ha deixat la seva vida entre la jet set per viure com a una ermitana en una casa de camp, que comparteix amb les amigues nimfòmanes Sandra, Olga i Julie, i el voyeur inestable Albert, Anton és un missatger que resta fascinat per la seva manera de viure i decideix quedar-se a viure un temps amb elles. Alhora, uns vampirs sexuals cometen una sèrie de crims absurds a la zona, però elles n'acusen a la seva veïna del costat, Piet.

## Repartiment
- Willeke van Ammelrooy - Susan
- Hans van der Gragt - Anton
- Nelly Frijda - Piet
- Jerry Brouer - Americà
- Franulka Heyermans - Sandra
- Marja de Heer - Olga
- Serge-Henri Valcke - Albert
- Marieke van Leeuwen - Julie

## Producció
La pel·lícula va tenir un període de producció difícil. De la Parra va oferir els papers principals a Cox Habbema, Rutger Hauer i Dora van der Groen. Habbema va declinar, perquè no estava d'acord amb la reputació del director, i Rob Houwer va pressionar a Hauer perquè només treballés per a Houwer. Més tard, Van der Groen també es va retirar, perquè estava pertorbada per la naturalesa sexual de la pel·lícula. Els papers van ser finalment per Willeke van Ammelrooy, amb qui De la Parra ja havia treballat moltes vegades, el desconegut actor de teatre Hans van der Gragt i l'actriu Nelly Frijda.
El rodatge va tenir lloc a una granja de Warder. La pel·lícula va tenir una acollida negativa per la premsa, tot i que fou lloada la fotografia de Marc Felperlaan. El crític de NRC Handelsblad va pensar que la pel·lícula era "l'obra d'un aficionat al cinema gens dotat que un dia va tenir una idea i la va implementar immediatament, sense tenir temps per preguntar-se si realment era una bona idea".